# Communauté de communes Cœur du Pays-Haut
Die Communauté de communes Cœur du Pays-Haut ist ein französischer Gemeindeverband mit der Rechtsform einer Communauté de communes in den Départements Meurthe-et-Moselle und Meuse in der Region Grand Est. Sie wurde am 9. Dezember 2016 gegründet und umfasst 25 Gemeinden. Der Verwaltungssitz befindet sich im Ort Audun-le-Roman. Eine Besonderheit liegt in der Departement-übergreifenden Struktur der Mitgliedsgemeinden.

## Historische Entwicklung
Der Gemeindeverband entstand mit Wirkung vom 1. Januar 2017 durch Fusion der Vorgängerorganisationen
- Communauté de communes du Bassin de Landres und
- Communauté de communes du Pays Audunois.[3]

In 2018 beschloss der Rat des Gemeindeverbands die Änderung des bisherigen Namens Communauté de communes Pays de l’Audunois et du Bassin de Landres auf den aktuellen Namen.

## Mitgliedsgemeinden
| Gemeinde                                 | Einwohner 1. Januar 2022 | Fläche km² | Dichte Einw./km² | Code INSEE | Postleitzahl | Département        |
| ---------------------------------------- | ------------------------ | ---------- | ---------------- | ---------- | ------------ | ------------------ |
| Anderny                                  | 255                      | 9,62       | 27               | 54015      | 54560        | Meurthe-et-Moselle |
| Audun-le-Roman                           | 2.477                    | 7,57       | 327              | 54029      | 54560        | Meurthe-et-Moselle |
| Avillers                                 | 137                      | 5,16       | 27               | 54033      | 54490        | Meurthe-et-Moselle |
| Beuvillers                               | 528                      | 5,95       | 89               | 54069      | 54560        | Meurthe-et-Moselle |
| Bouligny                                 | 2.428                    | 10,99      | 221              | 55063      | 55240        | Meuse              |
| Bréhain-la-Ville                         | 451                      | 10,08      | 45               | 54096      | 54190        | Meurthe-et-Moselle |
| Crusnes                                  | 1.559                    | 6,06       | 257              | 54149      | 54680        | Meurthe-et-Moselle |
| Domprix                                  | 99                       | 7,70       | 13               | 54169      | 54490        | Meurthe-et-Moselle |
| Errouville                               | 682                      | 5,13       | 133              | 54181      | 54680        | Meurthe-et-Moselle |
| Joppécourt                               | 154                      | 6,98       | 22               | 54282      | 54620        | Meurthe-et-Moselle |
| Joudreville                              | 1.108                    | 5,58       | 199              | 54284      | 54490        | Meurthe-et-Moselle |
| Landres                                  | 979                      | 8,04       | 122              | 54295      | 54970        | Meurthe-et-Moselle |
| Mairy-Mainville                          | 555                      | 12,42      | 45               | 54334      | 54150        | Meurthe-et-Moselle |
| Malavillers                              | 125                      | 4,37       | 29               | 54337      | 54560        | Meurthe-et-Moselle |
| Mercy-le-Bas                             | 1.276                    | 8,23       | 155              | 54362      | 54960        | Meurthe-et-Moselle |
| Mercy-le-Haut                            | 268                      | 13,35      | 20               | 54363      | 54560        | Meurthe-et-Moselle |
| Mont-Bonvillers                          | 940                      | 7,44       | 126              | 54084      | 54111        | Meurthe-et-Moselle |
| Murville                                 | 237                      | 5,57       | 43               | 54394      | 54490        | Meurthe-et-Moselle |
| Piennes                                  | 2.443                    | 4,67       | 523              | 54425      | 54490        | Meurthe-et-Moselle |
| Preutin-Higny                            | 159                      | 7,02       | 23               | 54436      | 54490        | Meurthe-et-Moselle |
| Sancy                                    | 363                      | 13,19      | 28               | 54491      | 54560        | Meurthe-et-Moselle |
| Serrouville                              | 674                      | 15,57      | 43               | 54504      | 54560        | Meurthe-et-Moselle |
| Trieux                                   | 2.682                    | 8,62       | 311              | 54533      | 54750        | Meurthe-et-Moselle |
| Tucquegnieux                             | 2.434                    | 9,16       | 266              | 54536      | 54640        | Meurthe-et-Moselle |
| Xivry-Circourt                           | 267                      | 12,04      | 22               | 54598      | 54490        | Meurthe-et-Moselle |
| Communauté de communes Cœur du Pays-Haut | 23.280                   | 210,51     | 111              | –          | –            | –                  |